# هيرب هال
هيرب هال (بالإنجليزية: Herb Hall)‏ هو عازف جاز أمريكي، ولد في 28 مارس 1907، وتوفي في 5 مارس 1996.

## وصلات خارجية
- هيرب هال على موقع ميوزك برينز (الإنجليزية)
- هيرب هال على موقع أول ميوزيك (الإنجليزية)
- هيرب هال على موقع ديسكوغز (الإنجليزية)